# Clanis Valles
Clanis Valles je údolí či řečiště na povrchu Marsu, které je součástí mnohem větší oblasti Coloe Fossae. Název pochází z latiny, dle řeky Clanis v italském Toskánsku, dříve oblasti kultury Etrusků.